# Château de Tanzenberg
Le château de Tanzenberg est un château et monument historique situé sur le territoire communal de Sankt Veit an der Glan, dans le land de Carinthie, en Autriche. Bâti sur les murs d'une ancienne forteresse médiévale, il compte parmi les châteaux de la Renaissance les plus remarquables du pays.

## Histoire

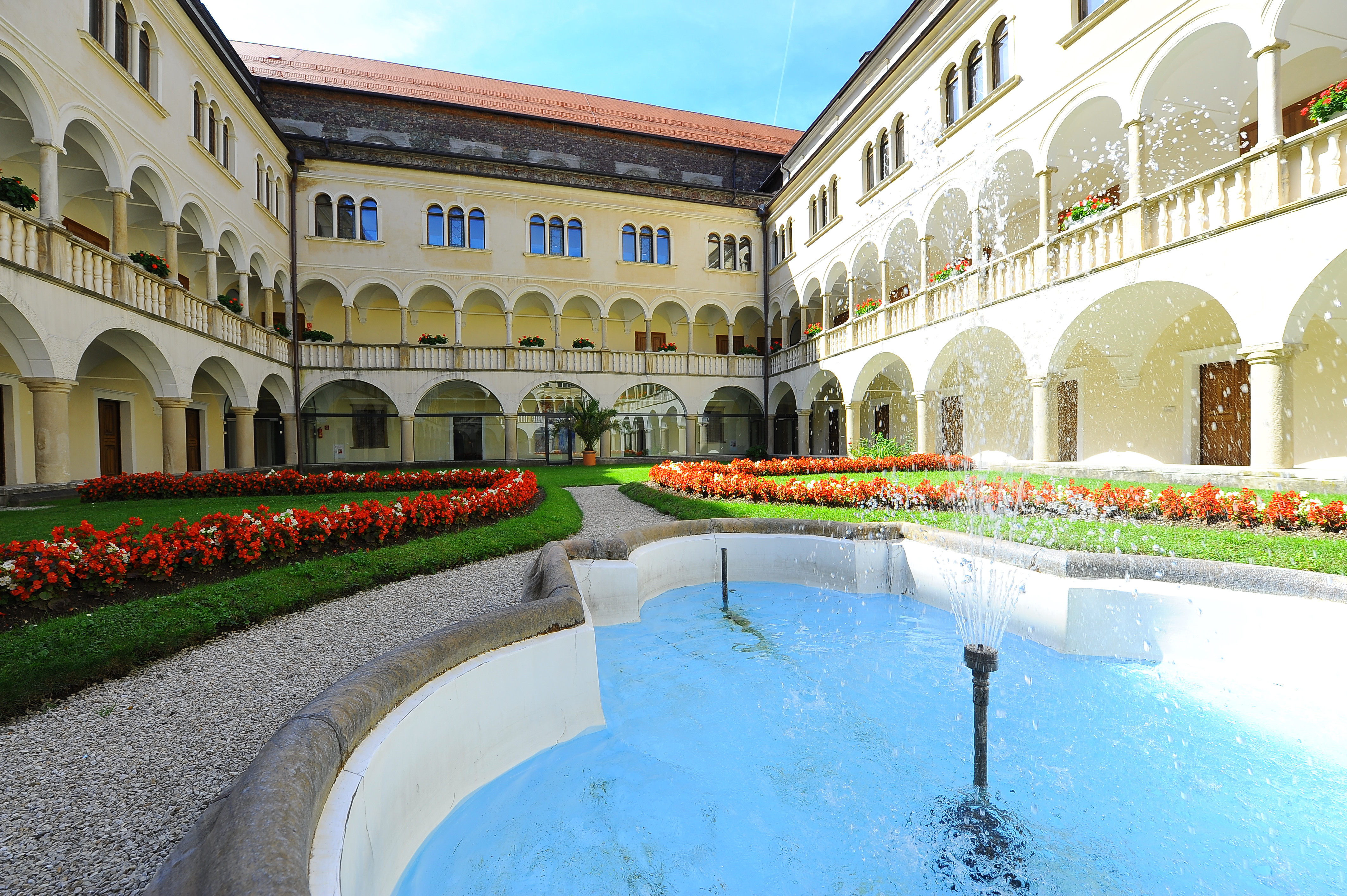
Cour intérieure bordée d'arcades.

Un noble Conrad de Tanzenberg fut mentionné pour la première fois dans un acte de l'an 1247, lorsque le domaine appartient au duché de Carinthie. De ce fait, un premier château pourrait avoir existé dès le milieu du XIIIe siècle, ou même plus tôt dans l'histoire. Néanmoins, l'essentiel du bâtiment actuel date d’une reconstruction effectuée à partir de 1515 par Siegmund et Wolfgang de Keutschach, neveux de l'archevêque Leonhard von Keutschach de Salzbourg. Sous le règne de la monarchie de Habsbourg, cette famille conserve le château jusqu’à la fin du XVIIe siècle, puis celui-ci passe de mains en mains dans les siècles suivants.
Au XIXe siècle, faute d’entretien, le château tombe progressivement en ruine jusqu’à son achat en 1898 par l’ordre du Mont-Olivet, qui le convertit en monastère. L’aile occidentale, où se trouvait la salle de bal, est alors rasée pour construire une église conventuelle. Après avoir brièvement été occupé par la bibliothèque centrale de l’École supérieure du NSDAP pendant la Seconde Guerre mondiale, le château est devenu un lycée (Gymnasium) du diocèse de Gurk. Parmi les anciens élèves, on note en particulier les écrivains Peter Handke et Florjan Lipuš.